# Crash! Boom! Bang! (canción)
Crash! Boom! Bang! es una balada interpretada por el dúo sueco Roxette para su álbum homónimo publicado en 1994. Crash! Boom! Bang! fu escrita por Per Gessle, y fue publicado el 9 de mayo de 1994 como segundo sencillo del álbum.
Tuvo un éxito moderado en varios países de Europa,  llegando al top 20 en Austria, Bélgica, Finlandia y Suecia.en UK alcanzó el puesto número 26 por varias semanas. El videoclip fue dirigido por Michael Geoghegan.

## La canción
Bryan Buss, editor de AllMusic en su review comenta que la balada que da nombre al disco es de las mejores que ha hecho el dúo, remarcando que el disco muestra un crecimiento con un sonido más duro, pero que en el camino resignaron aquel pop que los hacia mas divertidos. 

## Crash! Boom! Bang! (versión en español)
- En 1996 Roxette publicó la versión en español de este tema para su exitoso álbum Baladas en español.